# Torpedo Data Computer
Torpedo Data Computer (TDC) — один из ранних электромеханических аналоговых компьютеров, использовавшийся для управления торпедным огнём в меньшей мере на американских подводных лодках и преимущественно на немецких подводных лодках во время Второй мировой войны. Великобритания и Япония также разрабатывали оборудование для автоматизированного управления торпедным огнём, но их устройства уступали американским TDC. Все названные страны создали свои устройства для расчёта курсов торпед и перехвата целей, но TDC давал уникальную в то время возможность автоматически отслеживать перемещения цели, позже ставшую стандартом для систем управления огнём на подводных лодках.

## История

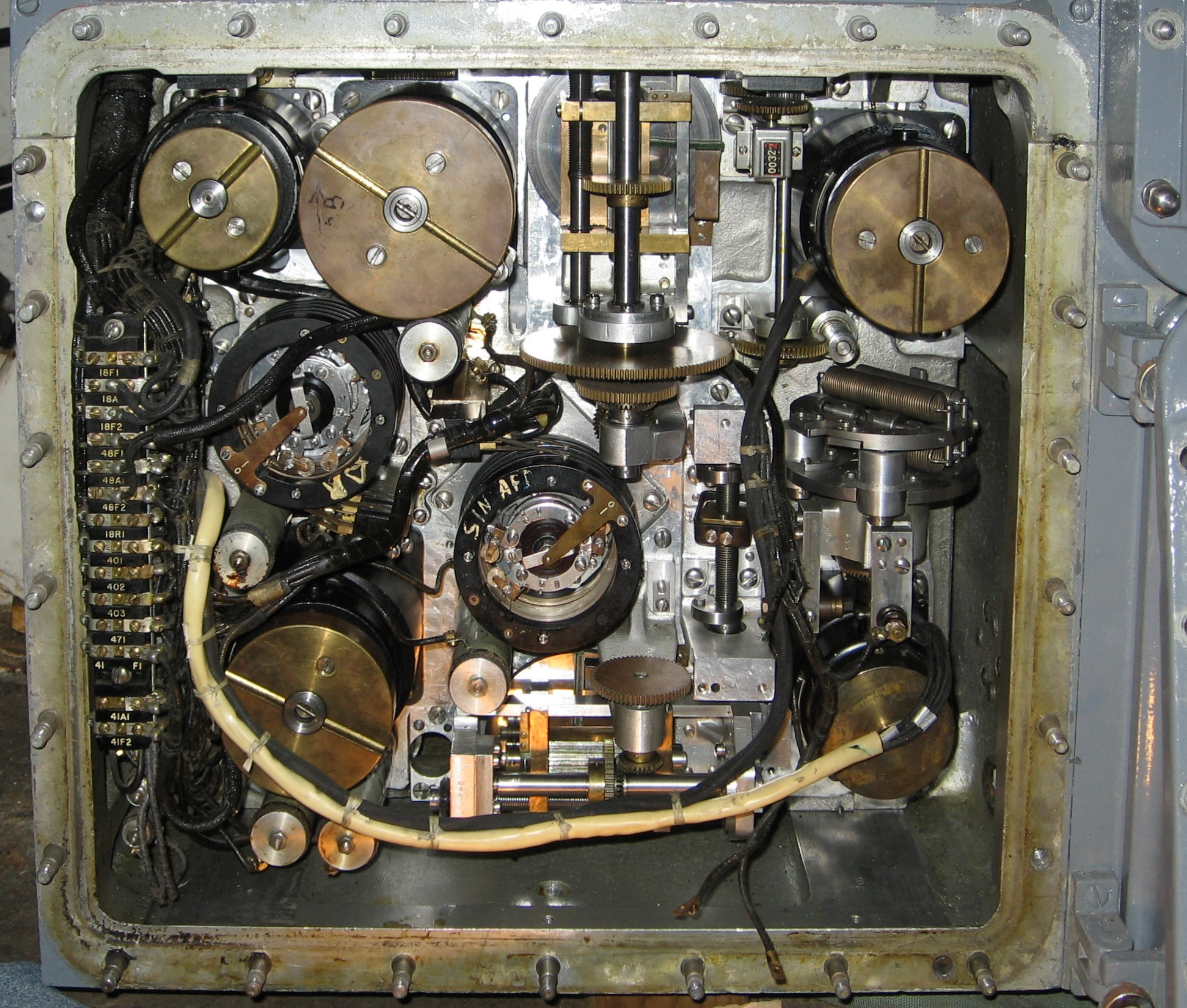
Устройство TDC

Проблема наведения торпеды занимала военных инженеров с того момента, когда Роберт Уайтхед изобрёл торпеду современного типа (в 1860-х). Ранние торпеды передвигались по прямой на заранее заданной глубине. Во время Второй мировой войны использовались преимущественно такие прямоидущие торпеды, а некоторые из них находятся на вооружении до сих пор. Например, стандартная торпеда Mark 14 оставалась на вооружении флота США до 1980 года и до сих пор используется в некоторых военных флотах. Две прямоидущие торпеды Mark 8, выпущенные английской ядерной подводной лодкой HMS Conqueror, потопили в 1982 году крейсер «Генерал Бельграно».
Во время Первой мировой войны требуемый курс торпеды, как правило, вычисляли вручную, при помощи логарифмической линейки (американцы называли такие линейки «банджо» — за форму), либо пользовались сложными механическими прицелами.
В годы Второй мировой войны Германия, Япония, Британия и Соединённые Штаты независимо разрабатывали аналоговые компьютеры для автоматизации вычислений. Первой подготовленной для использования TDC подводной лодкой была USS Tambor SS-198, спущенная на воду в 1940 году. В 1943 была разработана усовершенствованная модель Torpedo Data Computer Mk IV, способная работать с торпедами Mark 18. Как TDC Mk III, так и TDC Mk IV разработала компания Arma Corporation (ныне American Bosch Arma).

## Описание
TDC был создан для расчёта курса торпед, запускаемых с подводных лодок по надводным судам (надводные корабли использовали для этих целей другие компьютеры). На корпусе TDC располагалось множество рукояток, циферблатов и переключателей для ввода и вывода данных. Для вычисления курса требовались данные:
- о скорости и курсе подводной лодки, автоматически считывались с гирокомпаса и гидродинамического лага,
- о предположительном курсе цели, её скорости и расстоянии до неё (данные получались при помощи перископа, радара и сонара),
- о типе и пусковой скорости торпеды (тип указывался для учёта разных характеристик у различных торпед).

TDC производил тригонометрические вычисления и определял, какой курс нужно задать торпеде для перехвата цели. При помощи электромеханического интерфейса установки можно было автоматически передать торпеде, находящейся в трубе торпедного аппарата.
Пользуясь способностью TDC следить за целью, установки курса в торпедах постоянно меняли, даже во время маневрирования. Кроме того, эта способность позволяла вести огонь даже по цели, скрытой в дыму или тумане.
TDC представлял собой довольно громоздкое дополнение в ходовой рубке субмарины и требовал включения в экипаж ещё двух человек: техника для обслуживания компьютера и оператора, работавшего с компьютером в бою. Несмотря на эти неудобства, использование TDC стало важной составляющей успеха рейдерских действий американских субмарин во время военных действий на Тихом океане. TDC нередко упоминается в изданных после войны воспоминаниях ветеранов-подводников.
Две обновлённые американские подводные лодки времён Второй мировой войны (Tusk SS-426 и Cutlass SS-478), оснащённые TDC, и по сей день несут службу в ВМФ Тайваня. В ремонте оборудования им помогает Военно-морской музей Сан-Франциско. В Музее, кроме того, есть полностью работоспособный TDC с подводной лодки Pampanito SS-383.

## В кино
Компьютер TDC показан в голливудском фильме «Идти тихо, идти глубоко» (1958).